# Chicago Sky 2014
La stagione 2014 delle Chicago Sky fu la 9ª nella WNBA per la franchigia.
Le Chicago Sky arrivarono quarte nella Eastern Conference con un record di 15-19. Nei play-off vinsero la semifinale di conference con le Atlanta Dream (2-1), la finale di conference con le Indiana Fever (2-1), perdendo poi la finale WNBA con le Phoenix Mercury (3-0).

## Roster
| N° | Naz.                   | Ruolo | Sportivo             | Anno | Alt. | Peso |
| -- | ---------------------- | ----- | -------------------- | ---- | ---- | ---- |
| 0  | Stati Uniti (bandiera) | G     | Courtney Clements    | 1989 | 183  | 71   |
| 1  | Stati Uniti (bandiera) | A     | Tamera Young         | 1986 | 188  | 77   |
| 3  | Stati Uniti (bandiera) | G     | Aaryn Ellenberg      | 1992 | 170  | 55   |
| 9  | Stati Uniti (bandiera) | C     | Markeisha Gatling    | 1992 | 196  | 116  |
| 10 | Stati Uniti (bandiera) | G     | Epiphanny Prince     | 1988 | 175  | 76   |
| 11 | Stati Uniti (bandiera) | A     | Elena Delle Donne    | 1989 | 196  | 85   |
| 14 | Stati Uniti (bandiera) | G     | Allie Quigley        | 1986 | 178  | 64   |
| 21 | Stati Uniti (bandiera) | G     | Jamierra Faulkner    | 1992 | 168  | 64   |
| 25 | Stati Uniti (bandiera) | A     | Gennifer Brandon     | 1990 | 188  | 74   |
| 34 | Stati Uniti (bandiera) | C     | Sylvia Fowles        | 1986 | 198  | 91   |
| 22 | Stati Uniti (bandiera) | G     | Courtney Vandersloot | 1989 | 173  | 59   |
| 45 | Stati Uniti (bandiera) | C     | Sasha Goodlett       | 1990 | 196  | 108  |
| 51 | Stati Uniti (bandiera) | A     | Jessica Breland      | 1988 | 191  | 79   |

## Staff tecnico
- Allenatore: Pokey Chatman
- Vice-allenatore: Tree Rollins
- Vice-allenatore/preparatore atletico: Christie Sides
- Preparatore fisico: Ann Crosby